# الهندسة المعمارية في دولة الإمارات العربية المتحدة
الهندسة المعمارية في دولة الإمارات العربية المتحدة شهدت تحولا جذريا في العقود الأخيرة من مجرد مجموعة من قرى الصيد إلى مركز أعمال عالمي معروف بالابتكار والديناميكية. بين الستينيات والسبعينيات بقيت الهندسة المعمارية في الإمارات العربية المتحدة تقليدية فقط مع استمرار الأزقة الضيقة وبيوت ذات أبراج الرياح  مما يعكس تراثًا بدويًا قويًا. تتأثر الهندسة المعمارية بعناصر الثقافة الإسلامية والعربية والفارسية. في أوائل الثمانينيات من القرن الماضي قام الشيخ زايد حاكم الإمارات العربية المتحدة آنذاك بتعيين المهندس البريطاني جون هاريس لإنشاء الهندسة المعمارية العصرية الأنيقة التي تشتهر بها المدن الرئيسية في الإمارات العربية المتحدة اليوم. يمثل إدخال الجدران الستارية الزجاجية المكشوفة بداية الحركة والتي تستخدم على نطاق واسع في تصميم جميع الواجهات التجارية والمباني الشاهقة على الخليج العربي. في المناطق التجارية الأقل تستمر الهندسة المعمارية الإماراتية في عكس أنماط الحياة التقليدية والتقليدية للسكان الأصليين من مواد بناء بسيطة على عكس نمط البناء في دبي وأبو ظبي اليوم.

## التأثيرات التقليدية
تأثرت العمارة التقليدية في الإمارات العربية المتحدة بشكل كبير بالمناظر الطبيعية الصحراوية والثقافة ونمط الحياة ومواد البناء المتاحة. كانت قبائل البدو تعيش تقليديًا في الصحراء وتستخدم بيوتًا معروشة بسعف النخيل. غالبًا ما كانت أعمدة المنازل تصنع من أشجار المانغروف المستوردة من شرق إفريقيا. في الأشهر الأكثر برودة يتم اتخاذ خطوة نحو استخدام ملاجئ من جلد الحيوان. كانت الخيمة البدوية بنية مفيدة وقابلة للتكيف غالبًا ما تكون مصنوعة من صوف الأغنام أو شعر الإبل أو شعر الماعز من قبل نساء القبيلة. هذه الخيم كانت تسمى بيت الشعار والتي تعني «بيت الشعر». مواد أخرى مثل مزيج من الصدف والحجر الجيري كموارد بناء في أواخر القرن التاسع عشر وأوائل القرن العشرين. طالبت الطبيعة البدوية للقبيلة البدوية بالحاجة إلى مواد خفيفة يمكن التخلص منها يمكن العثور عليها على طول الخطوط الساحلية. في المقابل تم بناء المنازل الدائمة في الداخل بمزيج من الطين يتكون من كتل معززة باستخدام الأحجار المرتبطة ببعضها مع مزيج من الطين الأحمر. حدد السياق الجغرافي لقبيلة ما أو مجموعة ما نوع المواد التي استخدمت في تشييد المباني مما يعني أن معظم المباني كانت تتألف من مواد مستمدة من البيئة المحيطة. تراوحت هذه بين المرجان والطين والحجر وصولاً إلى سعف النخيل والشعر الحيواني. خلق المناخ القاسي في الإمارات العربية المتحدة حاجة إلى التهوية بسبب ارتفاع درجات الحرارة خلال العام. وقد أدى ذلك إلى إدخال أبراج الرياح الإيرانية والمعروفة باسم الملاقف. تسمح هذه الأعمدة الرأسية بتدفق الهواء البارد إلى أسفل وتوزيع المياه لتكون متوفرة في الجزء السفلي من الهيكل مما يسمح لتبريد درجة الحرارة الداخلية للمبنى.

## العمارة القديمة في دولة الإمارات العربية المتحدة

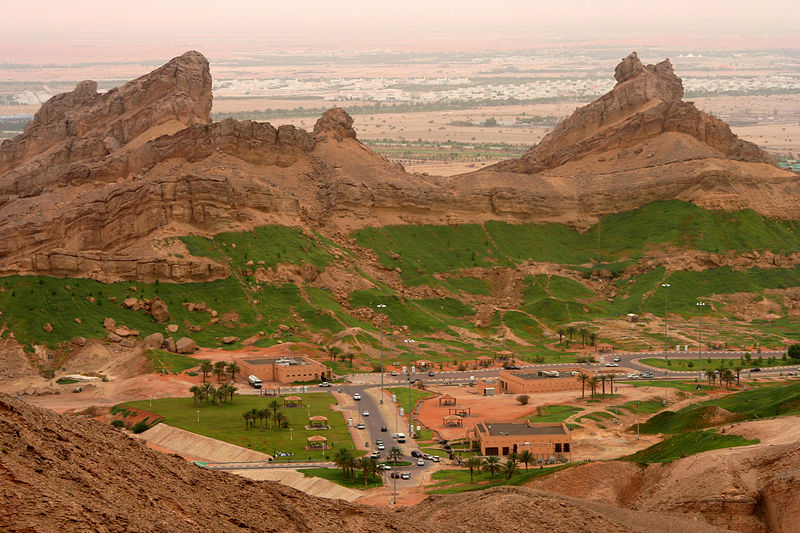
منظر مطل على المبزرة الخضراء في العين في قاعدة جبل حفيت (جبل حفيت)

مقطع عرضي من قناة للرى.

في حين يمكن إرجاع الاستيطان البشري في دولة الإمارات العربية المتحدة إلى العصر الحجري (6000-3200 قبل الميلاد) لم تبدأ المستوطنات الأكبر حجماً حتى العصر البرونزي (3,200-1,300 قبل الميلاد). تم تطوير هذه المستوطنات في الواحات الداخلية والمناطق الساحلية التي يسكنها المزارعون ورعاة الحيوانات والصيادين. كانت أول مستوطنة كبيرة مسجلة هي مدينة العين والتي من خلالها سيقوم السكان بتصدير المنتجات الزراعية عبر ميناء أم النار الواقع قبالة جزيرة أبو ظبي. كانت هذه منشأة دائمة مؤلفة من مبانٍ جيدة البناء مبنية من الحجر المنحوت والمكسو، مع مقابر دائرية تشبه الأبراج. تشير الدلائل من هذه المواقع إلى وجود تجارة قوية تتطور من إنتاج الفخار وتصدير النحاس خاصة بين هذه المستوطنات والحضارات المحيطة بها مثل بلاد ما بين النهرين. ظهر نظام الري المائي المعروف باسم القناة في العصر الحديدي (1300 - 300 قبل الميلاد). قدم هذا النظام إمدادات مياه ثابتة نسبيًا على مدار السنة من خلال الاستفادة من إمدادات المياه الجوفية مما أدى إلى تغيير في أنماط المستوطنات حيث تتبع المجموعات مسار مصدر المياه. حتى منتصف القرن العشرين (يمثل بداية الاهتمام الغربي بالمنطقة) تقسم معظم المباني في خمس فئات: المباني الدينية والسكنية والأسواق والمباني العامة والدفاعية. المباني التي شيدت حتى ذلك الحين ظلت ضمن الأساليب التقليدية. على عكس الأساليب الأخرى للعمارة الإسلامية والفارسية، هناك القليل من الزخارف الموجودة في الهندسة المعمارية التقليدية لدولة الإمارات العربية المتحدة. هناك عدد قليل فقط من المساجد التي تقدم أي شكل من أشكال الزخارف، مما يعكس نقص الموارد المتاحة والاعتماد العام على هياكل بسيطة ولكنها فعالة.

## الثمانينات والعولمة
شهدت بداية عصر العولمة في الثمانينيات من القرن الماضي أن تصبح الإمارات العربية المتحدة واحدة من أكثر الدول المتقدمة في الخليج العربي. شهدت البلاد دفعة اقتصادية كبيرة مع التحول إلى اقتصاد قائم على السلع الأساسية مع شحنات من النفط والغاز الطبيعي التي تمثل 40 ٪ من إجمالي الصادرات و 38 ٪ من الناتج المحلي الإجمالي. خلال العقدين الماضيين بُذلت جهود كبيرة لتنويع الاقتصاد وتقليل الاعتماد على عائدات النفط من خلال استثمارات ضخمة في قطاعات السياحة والمالية والبناء. منذ أواخر الثمانينيات أصبحت الهندسة المعمارية لدولة الإمارات العربية المتحدة مشهورة بصورتها الحضرية حيث أصبحت غربية إلى حد كبير ولكن لا تزال تحتفظ بعناصر الثقافة الإماراتية التقليدية.

## النمو الإقتصادي

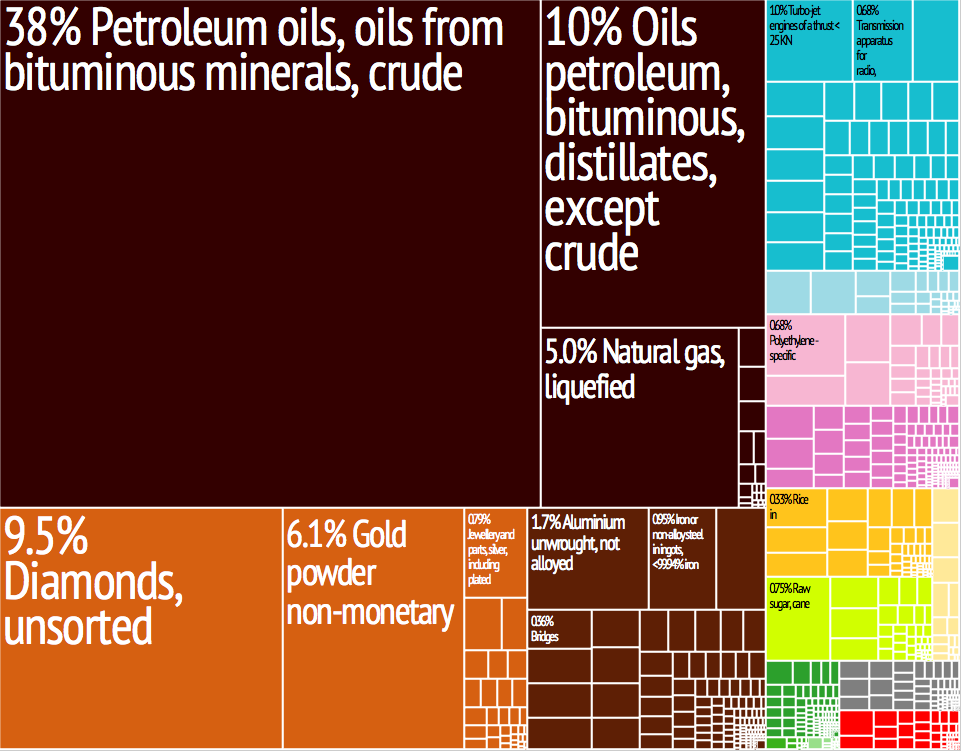
رسم بياني لصادرات المنتجات الإماراتية.

استندت التنمية الاقتصادية الأولية في دولة الإمارات العربية المتحدة خلال الخمسينيات والستينيات إلى حد كبير على صناعة النفط والغاز منذ التنويع الاقتصادي إلى التصنيع والبناء والتجارة. يمثل قطاع النفط والغاز حوالي ثلثي إيرادات دولة الإمارات العربية المتحدة حيث يستخدم واحد في المائة من قوة العمل في حين يمثل قطاع الخدمات التجارية والإصلاحات والبناء والتصنيع نسبة 50 ٪ من قوة العمل. في العقود الماضية صاحب النمو السكاني المرتفع في الإمارات نمو اقتصادي مرتفع. بلغ معدل نمو الناتج المحلي الإجمالي 4.51 ٪ من عام 2000 حتى عام 2017 ووصل إلى أعلى مستوى له على الإطلاق عند 9.80 ٪ في عام 2006. وقد أعقب ذلك مستوى معيشة أكبر حيث وصل مؤشر التنمية البشرية الحالي إلى 0.863 في المرتبة 34 دولة في العالم. تتمثل التوقعات الاقتصادية العامة لدولة الإمارات العربية المتحدة في النمو المستمر مع التنمية الأسرع من أي دولة خليجية رئيسية أخرى والتي تشجعها بشكل كبير قطاعات السياحة والتصنيع والمالية. على عكس دول الخليج الأخرى حيث تميل الثروة النفطية إلى أن تكون مركزية حول العائلة المالكة الحاكمة فإن دولة الإمارات العربية المتحدة (التي تحكمها عائلة آل نهيان) تهدف إلى توزيع واستثمار هذه الثروة من الموارد الطبيعية في البنية التحتية للأمة. خلال الأربعين سنة الماضية طورت حكومة الإمارات العربية المتحدة بنية تحتية كافية للسكان الإماراتيين بما في ذلك الكهرباء والنقل والإسكان والاتصالات والمستشفيات. هذه كلها مدعومة بشدة. سمحت السياسة الاقتصادية المفتوحة للشركات متعددة الجنسيات بالتطوير والعمل من خلال الأعمال التجارية والصناعية. وقد نتج عن هذا البنية التحتية الديناميكية والمتعددة الجوانب التي تشتهر بها الإمارات العربية المتحدة. بالإضافة إلى ذلك اتخذت دولة الإمارات العربية المتحدة الموارد التجارية والتكنولوجية التي يقدمها الغرب لتعزيز ودمج اقتصادها في بيئة عالمية. تتأثر بنية الدولة بشدة بتدفق الثروة الذي نتج عن الطفرة الاقتصادية في العقود الأخيرة. ومع ذلك استمر التطور الحضري والتجاري في جميع مدن الإمارات الرئيسية متأثرًا بالهندسة الإسلامية مما منح هذه المدن العالمية خلفية عربية مميزة.

## المدن الأساسيه

### دبي

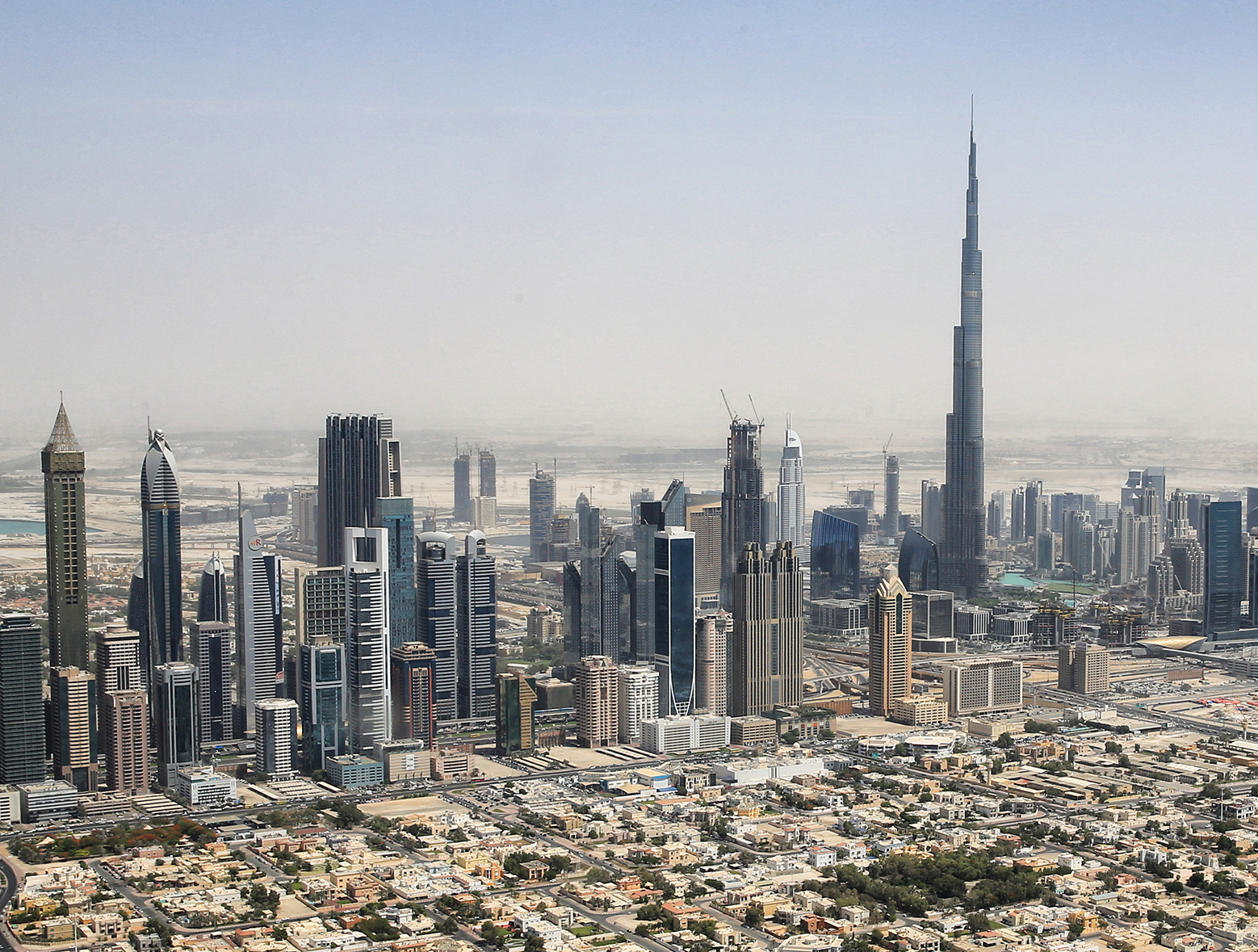
وسط مدينة دبي مع برج خليفة

برج العرب

أولت أعمال البناء المبكرة بعد توسع دبي كمدينة عالمية القليل من الاهتمام بالعمارة الإسلامية التقليدية ولم يتم النظر في المخاوف البيئية. في أواخر الثمانينيات وأوائل التسعينيات أصبحت الأبراج الزجاجية بارزة في مدينة دبي والتي تطلبت جميعها كميات هائلة من الكهرباء للحفاظ على برودة الهواء. في الآونة الأخيرة أصبح المهندسون المعماريون على دراية بكل من التراث العربي والشواغل البيئية مما أدى إلى تطوير أكثر انسجاما يشرف عليه حكام دبي في السنوات العشرين الماضية. تستخدم مواد البناء المقاومة للحرارة بشكل متزايد في الإنشاءات جنبًا إلى جنب مع التصميمات العربية التقليدية. يمكن ملاحظة ذلك في المباني التي جذبت دبي اهتمامًا عالميًا لها، بما في ذلك برج خليفة وبرج العرب. تم افتتاح برج خليفة في يناير 2010 حيث تم الكشف عنه كأطول هيكل قائم بذاته في العالم عند مستوى 829.8  م (2.722 قدم). يستضيف المبنى العديد من المرافق المختلطة بما في ذلك المحلات التجارية والمكاتب وأماكن الترفيه والقطاعات السكنية. في تصميم المبنى تولى المهندس المعماري الرئيسي أدريان سميث عناصر من العمارة الإسلامية التقليدية والتي تستخدم اللوالب التصاعدية. يعكس هذا عناصر من التصميم الإسلامي مع خلق شكل استراتيجي لضمان انخفاض كتلة المبنى مع الارتفاع مما يسمح بهيكل أقوى وأكثر قوة. من المفترض أن يصعد المبنى من زهرة على أساس زهرة الزنبق الأبيض الأصلي في الصحراء المحيطة. تم تصميم برج العرب من قبل المهندس المعماري توم رايت ليشبه مركب. يتكون الهيكل من إطار خارجي من الصلب ملفوف حول برج خرساني مع تيفلون أبيض مغطى بالألياف الزجاجية تشكل "الشراع". برج العرب يقف على جزيرة اصطناعية 280 م (918.6 قدم) من شاطئ الجميرة. ادعى المهندس المعماري أن "العميل أراد بناءًا يصبح معلمًا رمزيًا لدبي على غرار دار الأوبرا في سيدني وساعة بيغ بن في لندن وبرج إيفل في باريس. تم افتتاح المبنى في عام 1999 بعد خمس سنوات من البناء.

### أبو ظبي
في عام 1967 تم التخطيط للهندسة المعمارية في أبوظبي تحت إشراف الشيخ زايد من قبل المهندس الياباني كاتسوهيكو تاكاهاشي. في المناطق ذات الكثافة السكانية العالية هناك كمية كبيرة من المباني المتوسطة والعالية الارتفاع من بين ناطحات السحاب البارزة في المدينة: أبراج الاتحاد ومقر بنك أبوظبي الوطني  وبرج هيئة أبوظبي للاستثمار،  ومقر الدار وقصر الإمارات متأثرين بشدة بتراثها العربي.
أبو ظبي هي موطن لعدة ناطحات سحاب من الأطول في العالم. تم تشجيع تطوير المباني العالية في خطة أبوظبي 2030. يستمر التوسع في منطقة الأعمال المركزية في أبوظبي في النمو، مع إنشاء العديد من ناطحات السحاب في المدينة. تشمل بعض أطول المباني في أبوظبي برج محمد بن راشد السكني على ارتفاع 328 مترًا (1,253.28) قدم)، ذا لاندمارك 324م (1062.99 قدم) وبرج سكاي 310 م (1017.06   قدم).
على النقيض من ناطحات السحاب الحديثة في المدينة يواصل مسجد الشيخ زايد الظهور كواحد من أكثر الأماكن الثمينة في المجتمع الإماراتي المعاصر. بدأ التصميم والبناء في نوفمبر 1996 بهدف «توحيد العالم» وتوظيف الحرفيين والمواد من العديد من البلدان بما في ذلك ألمانيا وإيطاليا وتركيا وإيران والمغرب وباكستان والإمارات العربية المتحدة واليونان ونيوزيلندا والصين. يتكون المسجد من مواد مثل الرخام والحجر والذهب والسيراميك والبلورات وكلها تم اختيارها لصفاتها الطويلة الأمد. على هذا النحو فإن الهيكل هو قصيدة للطبيعة المعولمة للعمارة الحديثة لكنه لا يزال عن طريق دمج العديد من الجوانب التقليدية للتصميم العربي التقليدي.

## العمارة الإماراتية الريفية

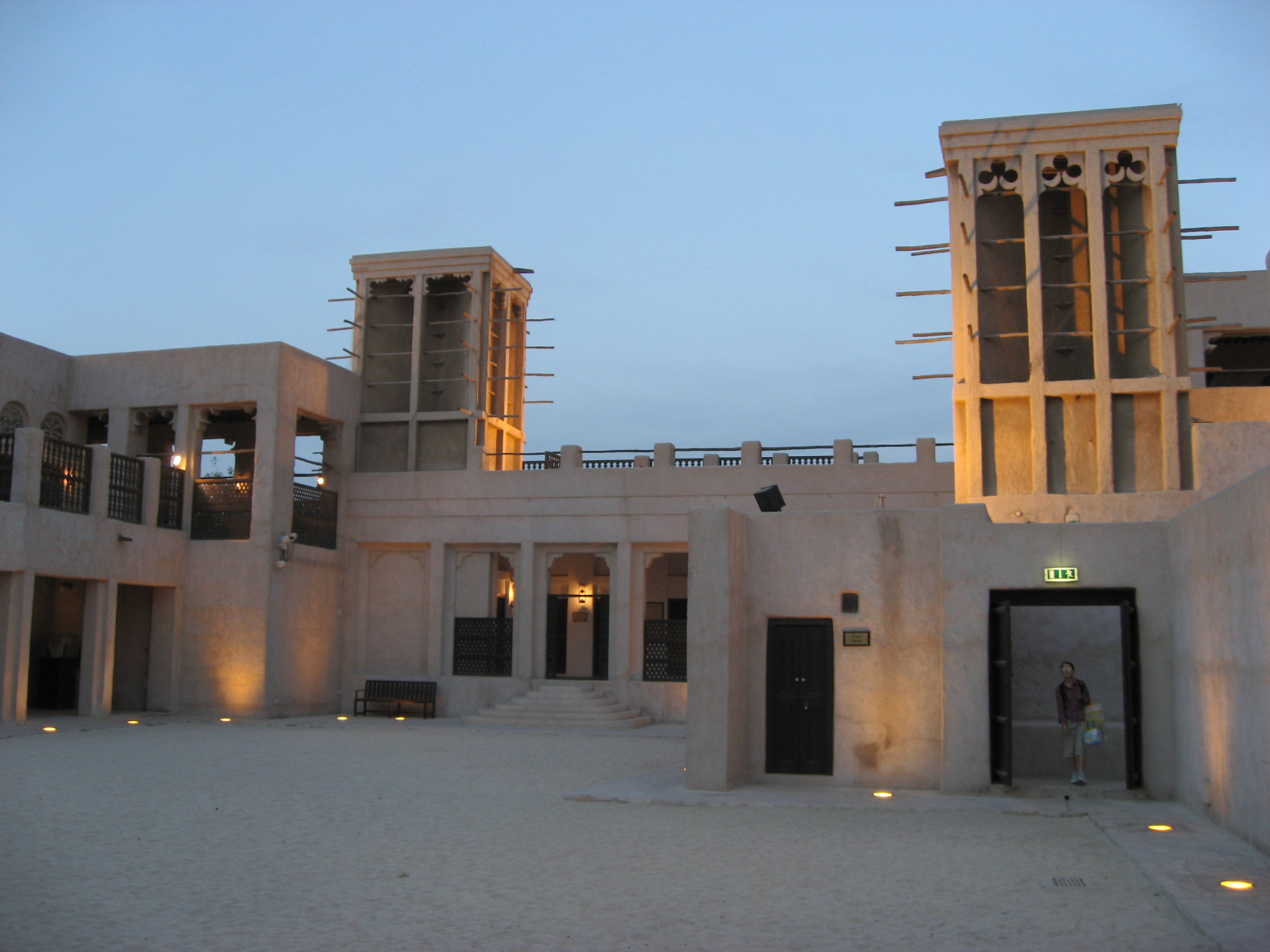
فناء منزل الشيخ مكتوم يتميز بالهندسة المعمارية المشتركة لملاقف الرياح تسمى البراجيل

في المناطق الأقل تطورًا في الإمارات العربية المتحدة لا تزال الهندسة المعمارية تقليدية إلى حد كبير مع استخدام هياكل البارجيل لأغراض عملية. لا يزال جزء كبير من العمارة التقليدية لدولة الإمارات العربية المتحدة التي طورت في القرنين الثامن عشر والتاسع عشر في المناطق الغربية للدولة. يتم إنشاء هذه المستوطنات استجابة لظروف اجتماعية وبيئية محددة مثل المنازل والأسواق والمساجد والمباني المحصنة كلها تعكس التأثيرات المترابطة بين ثقافة المجموعة وتجارتها. حتى يومنا هذا مواد البناء بسيطة وتعكس الموارد المتاحة. يعد استخدام الألواح الحجرية ومزيج الجير المستخرج من الصدف والطباشير ومعجون الماء من الخصائص المميزة للمنازل الداخلية الدائمة. هيكل هذه المنازل يدل على الخصوصية والتهوية والثقافة للسكان مع جدران عالية ورؤية محدودة في المباني. لا تزال ميزات الإسكان في الفناء تستخدم وهي مصممة للسماح بالتفاعل العام بين أفراد الأسرة الذكور مع الحفاظ على كرامة وخصوصية أفراد الأسرة من الإناث. هذا مثال على المعايير المجتمعية التقليدية التي يتم الحفاظ عليها جيدًا من خلال التركيبات المعمارية في المناطق الأقل تسويقًا. تعتمد البنية الريفية والقروية في دولة الإمارات العربية المتحدة فقط على حماية الركاب من العناصر البيئية القاسية ومناخ المنطقة الجغرافية. على المستوى الأساسي، هناك حاجة للحماية من درجات الحرارة العالية والرطوبة العالية والإشعاع الشمسي العالي والعواصف الترابية والرياح الصحراوية. ينعكس هذا بشدة في الاستخدام التقليدي والحالي لمنازل الفناء والعريش (المنازل المعروشة بسعف النخيل).